# Ángel Menéndez Menéndez
Ángel Enrique Esteban Menéndez y Menéndez, Kalikatres (San Sebastián, 1923 - Madrid, 2012) fue un humorista gráfico, novelista y dramaturgo español, conocido principalmente por las viñetas de su personaje Kalikatres, su alter ego y cuyo nombre escogió como firma.

## Trayectoria
Nació en San Sebastián en 1923 y comenzó escribiendo literatura de humor. Sin embargo tuvo más éxito cuando se centró en su faceta como humorista gráfico trabajando en la revista La Codorniz desde 1952, junto a otros notables autores de su generación como Álvaro de Laiglesia, Miguel Mihura, Wenceslao Fernández Flórez, Tono, Enrique Herreros, Edgar Neville, Manuel Aznar, Enrique Jardiel Poncela, Alfredo Marqueríe, Joaquín Calvo Sotelo o José López Rubio. En sus primeras viñetas firmaba como Pitti, pero la cambió poco después por la de su personaje y alter ego Kalikatres, tal vez para evitar confusiones con Pitigrilli, que también colaboraba con La Codorniz por esa época.
El personaje de Kalikatres era un sacerdote o filósofo egipcio, dibujado con cierto aire cubista y esquemático, que en viñetas sueltas respondía con gran sabiduría e ironía las cuestiones que le eran presentadas. Las mejores viñetas de este personaje se recopilaron en 1990 en el libro ¡Oh! Kalikatres sapientísimo, publicado a instancias del brasileño Cássio Loredano, admirador de su obra.
A lo largo de su carrera trabajó además de para La Codorniz para otras publicaciones como La Golondriz, Informaciones, Garbo, 7 Fechas, Arriba, 3E, Balalaika o en la revista del Ateneo de Madrid, publicando sus viñetas y en ocasiones artículos. En El País Semanal colaboró en la sección de humor llamado por Moncho Alpuente, director de ésta. 
Su humor sutil e irónico le permitió sortear con frecuencia la censura de la última época franquista, si bien tuvo en 1966 un incidente con el embajador de Portugal que se querelló contra el diario económico 3E que había publicado una viñeta supuestamente injuriosa contra el entonces dictador portugués Antonio de Oliveira Salazar y que se saldó con un acto de conciliación judicial.
Además de su obra como humorista gráfico hay que destacar sus novelas humorísticas como Maturranga, espía y mártir o De cómo las bestias hacen el amor a lo humano y de cómo los humanos hacen el amor a lo bestia. En 1978 publicó Los aborígenes de Andrómeda, una novela de ciencia ficción con pinceladas de humor hispano.
También tuvo una faceta como dramaturgo con la obra La cárcel de Fedro, estrenada en 1965 en el Teatro Beatriz, protagonizada por Irene Gutiérrez Caba y representada después en el Teatro Nacional. De esta dijo el propio autor:

«ante todo deseo que nadie se pueda llamar a engaño. El hecho de que publique chistes no quiere decir que yo sea un impenitente chistoso.  … No es, desde luego, una obra de -chacha, patata y pulga-. Pero hay humor. Lo hay, sí; pero supeditado siempre a las necesidades del acontecer dramático y nunca por encima de lo poético, valor éste que considero fundamental. No son pocos los momentos divertidos; pero nunca se dan porque sí»

En total escribió varias comedias: Judith y Holofernes en rojo y verde (1971), English Boda, La asesina inocente (1972), en la que el propio Kalikatres intervino como actor, El pobre Dudu, y alguna otra que no pudo ser estrenada por problemas con la censura.
Desde su fundación en 1992 perteneció a la Comisión Asesora del Programa de humor Gráfico de la Fundación General de la Universidad de Alcalá
y desde ésta ha participado en diversas muestras y exhibiciones. También ha recibido galardones como el Legión de Humor, que le concedió la revista La Golondriz.
Falleció en el barrio madrileño de Chamartín el 12 de enero de 2012